# Simosyrphus
Genre
Simosyrphus est un genre d'insectes diptères de la famille des Syrphidae. Il est décrit par Bigot en 1882, comprenant alors deux espèces S. grandicornis et S. Planifacies. Il a désormais pour seul représentant S. grandicomis.

## Description
L'unique représentant du genre, S. grandicornis, présent en Océanie, à l'exception de la Nouvelle Guinée, dans certaines îles de Polynésie et à Hawaï présente les caractéristiques communes des syrphes. Elle peut facilement être confondue avec des représentants du genre Schioloncha.

## Liste des espèces
Selon GBIF (10 mars 2023) :
- Simosyrphus grandicornis (Macquart, 1842)

Le genre n'a plus qu'une espèce reconnue S. grandicornis, trois espèces ayant été rattachées au genre Scavea.

## Classification
Le nom valide complet (avec auteur) de ce taxon est Simosyrphus Bigot, 1882.

## Publications originales
Il est décrit lors de la séance du 22 mars 1882 de la Société entomologique de France, à laquelle Bigot adresse la description de quatre nouveaux genres et de deux nouvelles espèces. 
Bigot le différentie alors des autres Syrphes comme ayant :
1. une tête ni proéminente, ni tuberculeuse,
2. une particularité du troisième segment des antennes[4].

et donne pour représentants deux espèces décrites par Macquart.